# Géométrie moléculaire prismatique trigonale tricapée
La géométrie moléculaire prismatique trigonale tricapée, ou géométrie moléculaire prismatique trigonale tricoiffée, est la géométrie des molécules dans lesquelles un atome central, noté A, est lié à neuf atomes, groupes d'atomes ou ligands, notés X, occupant les sommets d'un prisme triangulaire triaugmenté, prisme triangulaire ayant un atome supplémentaire sur chacune des faces rectangulaires.

## Exemples
- ReH92−[1] ;
- Ln(H2O)93+[2], où Ln = La, Ce, Pr, Nd, Pm, Sm, Eu, Gd, Tb, Dy ;
- Th(H2O)94+.